# Festival interceltique de Lorient 2006

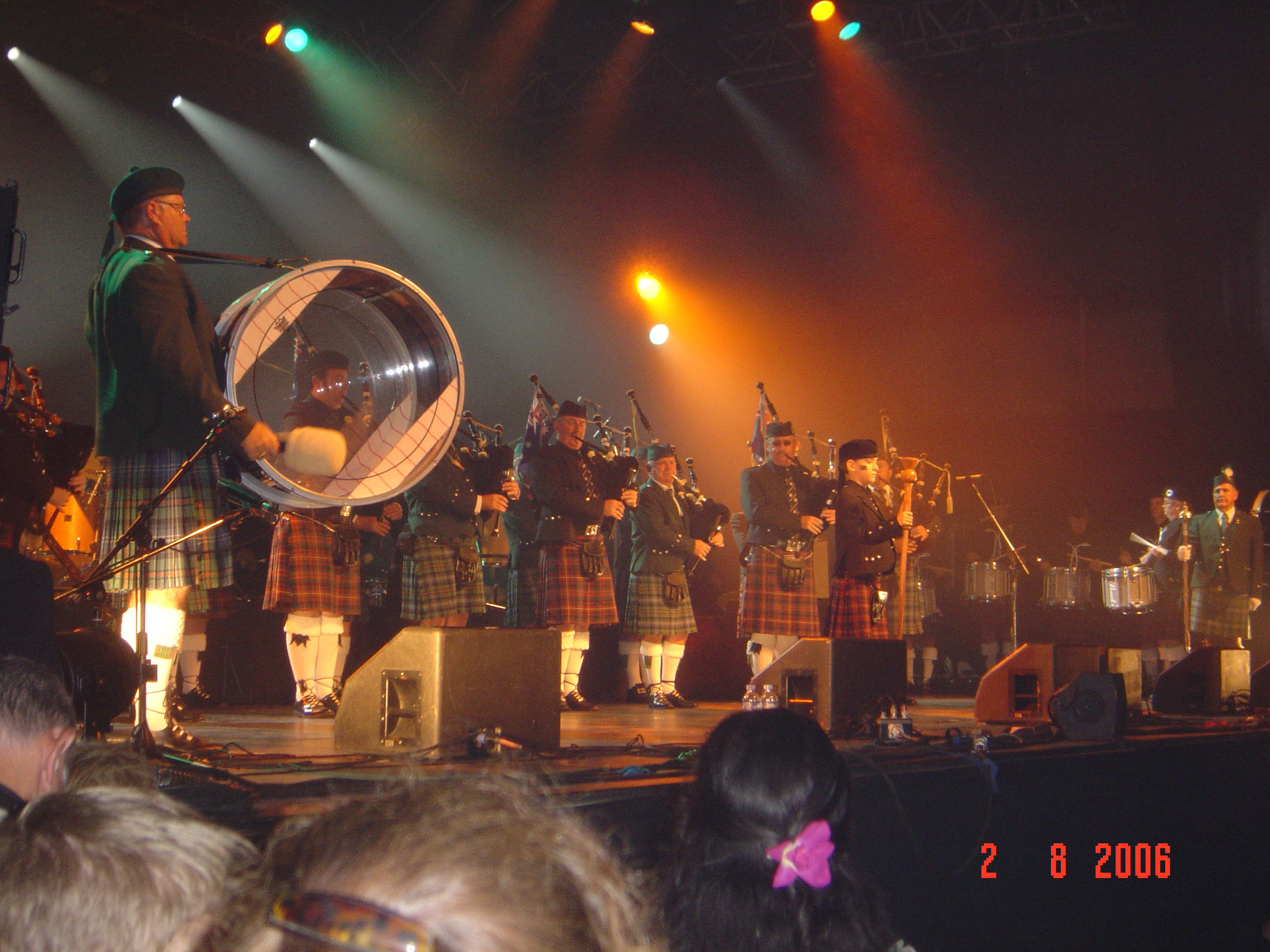
Concert du Queensland Irish Association Pipe Band.

La 36e édition du Festival interceltique de Lorient se déroule du 28 juillet au 6 août 2006. L'Australie est la nation celtique mise en avant pour cette édition.
Côté programmation, sont présents I Muvrini, Alan Stivell, Dan Ar Braz, Carlos Núñez, The Tannahill Weavers, Merzhin, Plantec, John Williamson, Dominique Dupuis, Ozan Trio ou Michel Tonnerre.

## Concours
Le Championnat national des bagadoù est remporté par le bagad d'Auray.
Le Trophée MacCrimmon pour soliste de great Highland bagpipe est remporté par Robert Watt.
Le Trophée MacCrimmon pour soliste de gaïta est remporté par l'Asturien Rubén Alba Garcia.
Le Concours International de Pibroc’h est remporté par Roddy MacLeod.
Le Trophée Matilin an Dall pour couple de sonneurs est remporté par Richard Bévillon et Éric Gorce.
Cory Dale remporte le prix Kitchen Music.
Le Trophée Botuha-Raud est remporté par Yann Le Mouel.
Guillaume Le Seve remporte le Concours d'accordéon.

## Fonctionnement
Cette édition du festival est la dernière lors de laquelle Jean-Pierre Pichard dirige la partie artistique, avant d'être remplacé par Lisardo Lombardía l'année suivante.
La destruction de la « maison du FIL » place Nayel, décidée peu avant l'édition précédente par la municipalité lorientaise pour laisser place à un centre commercial, est réalisée le 19 mai 2006.

## Fréquentation
Entre 600 000 et 700 000 festivaliers sont comptabilisés lors de cette édition. Le nombre d'entrées payantes s'établit lui à 120 000.

## Discographie
Dès le printemps paraît une compilation contenant des titres des principaux artistes invités au festival :
- 2006 : 36ème festival interceltique de Lorient (Keltia)| No  | Titre                                                      | Durée |
| --- | ---------------------------------------------------------- | ----- |
| 1.  | Dave de Hugard - The rabbit trapper                        |       |
| 2.  | I Muvrini - Alma                                           |       |
| 3.  | Fiddler's feast - Musical priest                           |       |
| 4.  | O'Stravaganza - Estro-reel                                 |       |
| 5.  | The Tannahill Weavers - The bell rock set                  |       |
| 6.  | Rua - Le marais                                            |       |
| 7.  | Merzhin - Au bout de la scène                              |       |
| 8.  | City of Adelaide Pipe band - Amazing grace, auld lang syne |       |
| 9.  | Natalie MacMaster - David's jig                            |       |
| 10. | Claymore - North and south                                 |       |
| 11. | Gwenan Gibbard - Polcas llewelyn alaw                      |       |
| 12. | Plantec - Ya d'ar brezhonneg                               |       |
| 13. | John Williamson - True blue                                |       |
| 14. | Leilia - Danza das cortellas                               |       |
| 15. | Michel Tonnerre - Les filles de New-York city              |       |
| 16. | Nioubardophones - Dansel breman                            |       |
| 17. | Brother - Photograph                                       |       |
| 18. | Ozian Trio - Ar galon glac'haret                           |       |
| 19. | Warren Fahey - Euabalong ball                              |       |

## Sources